# Elbingerode
Elbingerode è un comune di 433 abitanti della Bassa Sassonia, in Germania.
Appartiene al circondario di Gottinga ed è parte della comunità amministrativa di Hattorf am Harz.